# Tot passejant Miss Daisy
Tot passejant Miss Daisy (títol original en anglès, Driving Miss Daisy) és una pel·lícula estatunidenca de Bruce Beresford estrenada el 1989 i que s'ha doblat al català.

## Argument
Any 1948. La senyora Daisy Werthan, una vídua jueva de 72 anys, viu a Atlanta, a l'estat nord-americà de Geòrgia, en companyia de la seva treballadora domèstica, una afroamericana que es diu Idella. A part d'això, té poc contacte amb la població negra. Després d'un accident de cotxe amb el seu Chrysler, el seu fill, Boolie, li busca un xofer perquè cap companyia d'assegurances se'n vol fer càrrec. Ella s'hi nega, però Boolie està decidit a trobar-ne un. Mentrestant, com que no pot conduir, la senyora Daisy s'està a casa, sense poder fer les compres, visitar els amics ni anar a la sinagoga. Al final, Boolie li troba un conductor, Hoke Colburn, però al principi ella rebutja la seva ajuda per por que la gent es pensi que s'ha fet massa vella per conduir. Un cop ja ho acceptat, la senyora Daisy descobreix que Hoke no sap llegir, i, com que havia fet de mestra, n'hi ensenya. Un dia, la senyora Daisy ha d'anar a Mobile (ciutat d'Alabama), per assistir a la festa d'aniversari del seu germà, que fa noranta anys. Durant el viatge, Hoke li confessa que és la primera vegada que surt de Geòrgia. Durant el trajecte d'Atlanta a Mobile, la senyora Daisy viu diversos fets que li mostren els prejudicis racials i li fan entendre alguns aspectes socials. Amb el temps acaba agafant estima a Hoke. El 1965, mentre veuen la televisió a la cuina, Idella es mor. Aquesta mort entristeix la senyora Daisy, perquè havia conviscut durant molt temps amb Idella. Acompanyada de la seva família, va al funeral. Són les úniques persones blanques que hi assisteixen. Davant dels importants canvis socials de l'època, la senyora Daisy observa amb especial atenció els prejudicis i la discriminació cap als negres i els jueus, i assisteix al discurs a Atlanta del Dr. Martin Luther King. Inicialment hi convida el seu fill, Boolie, però ell, després de sospesar-ho, tenint en compte la seva posició i el que en poden pensar els seus associats, proposa a la seva mare que hi convidi Hoke. La senyora Daisy no en diu res a Hoke i al final l'hi acaba dient just quan la porta al sopar. La seva recança a convidar Hoke subratlla el racisme passiu, que sovint passa desapercebut, en comparació amb el racisme més obert i punyent. Pocs anys més tard, Hoke s'arriba a casa de la senyora Daisy i la troba en un estat de confusió. Truca a Boolie i li diu que la seva mare es troba malament. Abans de l'arribada de Boolie, Hoke aconsegueix tranquil·litzar-la. Mentre li agafa la mà, la senyora Daisy confessa a Hoke que és el seu millor amic. Boolie decideix que val més portar la seva mare a una residència. Al cap de dos anys, el 1973, decideix vendre la casa de la seva mare. Hoke ja s'ha retirat de la conducció i té 85 anys. La senyora Daisy en té 97. Boolie i Hoke es reuneixen a casa de la senyora Daisy i van a visitar-la. La pel·lícula s'acaba amb Hoke donant menjar a la senyora Daisy. Mentre tots dos recorden vells temps, apareix la imatge del Hudson que Hooke havia conduït per a la senyora Daisy.

## Repartiment

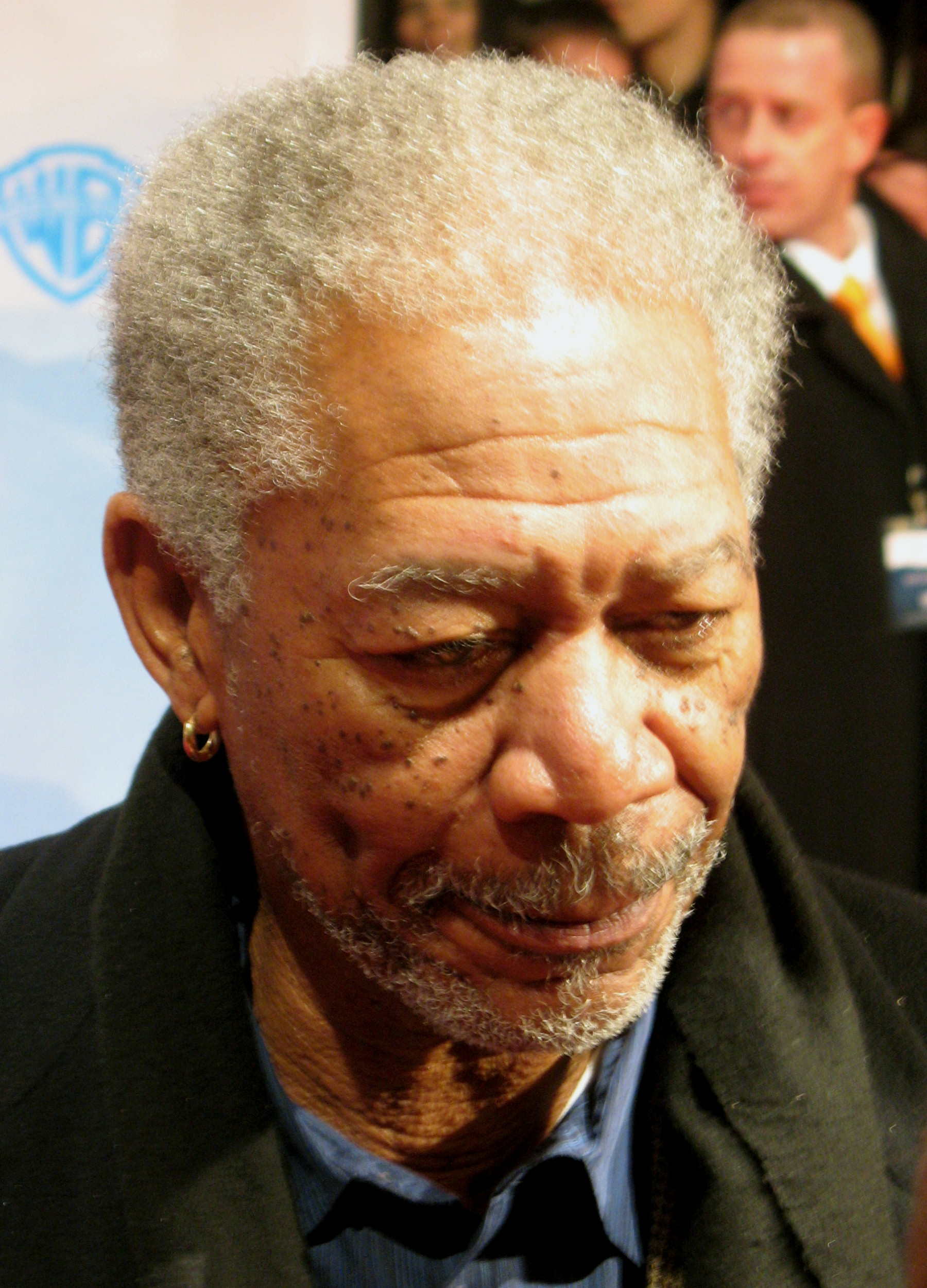
Freeman, protagonista de la pel·lícula

- Morgan Freeman: Hoke Colburn
- Jessica Tandy: Daisy Werthan
- Dan Aykroyd: Boolie Werthan
- Patti LuPone: Florine Werthan
- Esther Rolle: Idella
- Joann Havrilla: Miss McClatchey
- William Hall Jr.: Oscar
- Alvin M. Sugarman: Dr. Weil
- Ray McKinnon: un de la colla
- Jack Rousso: Slick
- Bob Hannah: Red Mitchell
- Ashley Josey: un trooper
- Indra A. Thomas
- Clarice F. Geigerman: Nonie
- Muriel Moore: Miriam

## Premis i nominacions

### Premis
- 1990: Oscar a la millor pel·lícula
- 1990: Oscar a la millor actriu per Jessica Tandy
- 1990: Oscar al millor guió adaptat per Alfred Uhry
- 1990: Oscar al millor maquillatge per Manlio Rocchetti, Lynn Barber i Kevin Haney
- 1990: Globus d'Or a la millor pel·lícula musical o còmica
- 1990: Globus d'Or al millor actor musical o còmic per Morgan Freeman
- 1990: Globus d'Or a la millor actriu musical o còmica per Jessica Tandy
- 1991: BAFTA a la millor actriu per Jessica Tandy

### Nominacions
- 1990: Oscar al millor actor per Morgan Freeman
- 1990: Oscar al millor actor secundari per Dan Aykroyd
- 1990: Oscar a la millor direcció artística per Bruno Rubeo i Crispian Sallis
- 1990: Oscar al millor vestuari per Elizabeth McBride
- 1990: Oscar al millor muntatge per Mark Warner
- 1990: Os d'Or
- 1991: BAFTA a la millor pel·lícula
- 1991: BAFTA al millor director per Bruce Beresford
- 1991: BAFTA al millor guió adaptat per Alfred Uhry
- 1991: Grammy a la millor composició instrumental escrita per pel·lícula o televisió per Hans Zimmer